# Toledo Mud Hens
Toledo Mud Hens – amerykańska drużyna baseballowa mająca swoją siedzibę w Toledo w stanie Ohio. Od 1987 roku jest klubem farmerskim Detroit Tigers.